# Union des Démocrates pour la République
De Union des Démocrates pour la République UDR, Nederlands: Unie van Democraten voor de Republiek, was in Frankrijk de naam van de gaullistische partij van 1971 tot 1976. De politieke partij kwam uit de coalitie voort tussen de Union pour la Nouvelle République UNR (1958-1967) en de Union Démocratique du Travail UDT (1958-1967) en droeg voor Union des Démocrates pour la République nog de namen Union Démocratique pour la Ve République UD-Ve (1967-1968) en Union pour la Défense de la République UDR (1968-1971).

## Geschiedenis
De Union pour la Nouvelle République werd in oktober 1958 opgericht. De leden van de nieuwe politieke partij steunden het beleid van generaal De Gaulle, die sinds juni 1958 president van Frankrijk was. Bij de parlementsverkiezingen van november 1958 boekte de UNR een grote overwinning en veroverde, samen met gelijkgezinden, 206 van de 579 zetels in de Assemblée nationale.
De Union pour la Nouvelle République en de links-gaullistische Union Démocratique du Travail UDT gingen in 1962 een lijstverbinding aan. Deze lijstverbinding UNR-UDT won de parlementsverkiezingen van dat jaar. De lijstverbinding verkreeg 233 van de 482 zetels, net geen absolute meerderheid in de Assemblée nationale, maar 35 Républicains Indépendants sloten zich na de verkiezingen bij de UNR-UDT fractie in het parlement aan.
Beide partijen, UNR en UDT, gingen in 1967 gingen opnieuw een lijstverbinding aan, nu onder de naam Union Démocratique pour la Ve République UD-Ve. Bij de parlementsverkiezingen van dat jaar kregen zij 200 zetels. Er sloten zich weer 42 Républicains Indépendants, en nog een paar enkelingen, bij de UD-Ve aan, zodat zij toch de absolute meerderheid behaalden.
De gaullisten verwierven onder de naam Union pour la Défense de la République bij de parlementsverkiezingen in 1968 met 293 van de 487 zetels de absolute meerderheid. De partij kreeg bij de parlementsverkiezingen in 1973 met haar gaullistische bondgenoten 183 van de 490 zetels, waardoor haar absolute meerderheid in de Assemblée nationale verloren ging. Bij de presidentsverkiezingen van 1974 was Jacques Chaban-Delmas, die eerder premier was geweest, presidentskandidaat. Hij werd echter derde, achter Valéry Giscard d'Estaing en François Mitterrand.
De Union des Démocrates pour la République wijzigde op instigatie van Jacques Chirac haar naam in 1976 in Rassemblement pour la République.

## Secretarissen-Generaal van de UDR
| Secretarissen-Generaal van de UDR | Secretarissen-Generaal van de UDR |
| persoon                           | periode                           |
| --------------------------------- | --------------------------------- |
| Robert Poujade                    | 1968 - 1971                       |
| René Tomasini                     | 1971 - 1972                       |
| Alain Peyrefitte                  | 1972 - 1973                       |
| Aleandre Sanguinetti              | 1973 - 1974                       |
| Jacques Chirac                    | 1974 - 1975                       |
| André Bord                        | 1975 - 1976                       |
| Yves Guéna                        | 1976                              |